# تتراپک
تتراپک نام یک شرکت چند ملیتی بسته‌بندی سوئدی است. این شرکت در سال ۱۹۵۱ توسط روبن راوزینگ در شهر لوند سوئد بنیانگذاری شد. اولین محصول تتراپک پاکتی کاغذی برای نگهداری و حمل شیر بود.